# 西弗吉尼亚州议会
西弗吉尼亚议会 （英語：West Virginia Legislature）是美国西弗吉尼亚州的立法机关，为两院制，分为上院西弗吉尼亚参议院和下院西維吉尼亞眾議院。1863年，西弗吉尼亚州议会依照《西維吉尼亞州憲法》第六章设立。其办公地点位于查尔斯顿的西弗吉尼亚州议会大厦。